# Jonathan Ogando
Pour les articles homonymes, voir Ogando.
Ogando  Reynoso est un nom espagnol. Le premier nom de famille, en général paternel, est Ogando ; le second, en général maternel, souvent omis, est Reynoso.
Jonathan Ogando Reynoso, né le 16 juillet 1985 à San Juan de la Maguana, est un coureur cycliste dominicain.

## Biographie
En février 2019, Jonathan Ogando s'impose au sprint sur la troisième étape de la Vuelta a la Independencia Nacional.

## Palmarès et résultats

### Palmarès par année
- 2013
  - 2e du championnat de République dominicaine de vitesse[2]
- 2015
  - 1re étape de la Vuelta al Valle del Cibao
- 2019
  - 3e étape de la Vuelta a la Independencia Nacional
- 2021
  - 2e étape de la Vuelta a la Independencia Nacional
  - Clásica HDE Guayaquil :
    - Classement général
    - 1re et 2e étapes

  -  Médaillé d'argent du championnat de la Caraïbe sur route
- 2022
  - 2e étape du Tour de Floride du Sud

### Classements mondiaux
| Année            | 2017 | 2018 | 2019 |
| ---------------- | ---- | ---- | ---- |
| UCI America Tour | 585e |      | 342e |